# Martfeld
Martfeld község Németországban, Alsó-Szászországban, a Diepholzi járásban. Lakosainak száma 2885 fő (2023. december 31.).

## Földrajza
Martfeld Thedinghausen, Schwarme és Bruchhausen-Vilsen községekkel határos.